# جوزيف سافاج
جوزيف سافاج (بالإنجليزية: Joseph Savage)‏ هو راقص على الجليد أمريكي، ولد في 21 مايو 1879، وتوفي في 10 مارس 1956.

## وصلات خارجية
- جوزيف سافاج على موقع أوليمبيديا (الإنجليزية)